# Romance de gare
Romance de gare (The 7.39 et en sortie française Le Train de 7 h 39) est un téléfilm britannique réalisé par John Alexander et diffusé en deux parties les 6 et 7 janvier 2014 sur la BBC.

## Synopsis
Carl Matthews (David Morrissey) fait des allers-retours entre la banlieue et le centre de Londres où il travaille dans une société de gestion de patrimoine sous le contrôle d'un patron autoritaire qui souhaite le renvoyer. Son épouse Maggie (Olivia Colman) le soutient et l'aime. Il a également deux enfants. Carl pense que ses deux adolescents ne l'apprécient pas.
Un matin, il invective une femme nommée Sally (Sheridan Smith) car celle-ci a pris son siège dans le train. Il s'excuse le lendemain et tous deux entament une discussion, une relation se développe entre eux jour après jour dans le train. Sally lui révèle qu'elle est divorcée mais qu'elle s’apprête à se remarier, même si la relation avec son fiancé (Sean Maguire) connait un manque d’entrain et qu'elle commence à douter de ce mariage. Elle travaille dans une salle de fitness où Carl devient membre afin de la voir plus souvent. Ils tombent progressivement amoureux et un soir de grève des trains ils partagent une chambre d'hôtel. La seconde partie traite des répercussions de leur relation.

## Fiche technique
- Titre original : The 7.39
- Titre français : Romance de gare
- Réalisation : John Alexander
- Scénario : David Nicholls
- Photographie : Matt Gray
- Musique : Adrian Johnston
- Pays d'origine :  Royaume-Uni
- Durée : 95 minutes
- Date de diffusion :
  -  Royaume-Uni : 6 et 7 janvier 2014 sur BBC One.
  -  France : 6 août 2014 sur Canal+
  -  France : 7 juin 2015 sur Arte

## Distribution
- David Morrissey (VF : Nicolas Marié) (source générique) : Carl Matthews
- Sheridan Smith (VF : Ingrid Donnadieu) : Sally Thorn
- Olivia Colman (VF : Carole Franck) : Maggie Matthews
- Sean Maguire (VF : Didier Cherbuy) : Ryan Cole
- Izzy Meikle-Small (en) : Charlotte Matthews
- Bill Milner (en) (VF : Gabriel Bismuth-Bienaimé) : Adam Matthews
- Justin Salinger : Grant Findlay
- Lashana Lynch : Kerry Wright

 Source et légende : version française (VF) sur RS Doublage